# Paul (prénom)
Pour les articles homonymes, voir Paul.
Paul  est un prénom masculin provenant du latin paulus (signifiant : petit, faible). Ce prénom a donné le patronyme Paul et des noms de lieux.
Les Paul sont fêtés le 29 juin, en hommage à Paul de Tarse, apôtre et évangélisateur.

## Popularité du nom

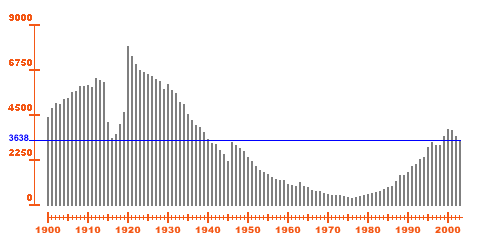
Attribution du Prénom Paul en France de 1900 à 2003. 3638 personnes nées en 2003 portent le prénom Paul.

Une soixantaine de saints et bienheureux chrétiens portent ce nom ou l'un de ses dérivés, ainsi que 8 papes (en prenant en compte les deux Jean-Paul). 
C'est Paul de Tarse qui est à l'origine de la popularité du nom. Juif et citoyen romain, il a été, après sa conversion, un des premiers théologiens du christianisme au milieu du Ier siècle. C'est lui qui a permis à la foi chrétienne de s'épanouir hors de Judée et de Palestine pour convertir les non-juifs au christianisme.
Son nom devint un prénom répandu dès le IIe siècle, en Asie Mineure comme en Gaule. Comme beaucoup de prénoms latins ou grecs, il connut une assez longue éclipse à partir du VIIIe siècle, mais ne disparut jamais de l'usage. À partir du XIIIe siècle, il renoua avec le succès et a souvent figuré depuis au palmarès des prénoms masculins dans de nombreux pays : c'est le cas, en France, à la fin du XIXe siècle et au début du XXe siècle. Aujourd'hui, il y est de nouveau accueilli avec une grande faveur.

## Variantes
Les principales variantes rencontrées dans les pays francophones sont au masculin Paulin, Paol, Pau, Paulo, Paulus et Pol et, au féminin, Paula, Paule, Paulette, Pauline et Paulia.
Principales variantes : 
- Allemand, américain,  français et anglais : Paul
- Arabe : بولس (Būlis) ou, plus rarement, بولص (Būliṣ)
- Arménien : Poghos, Boghos
- Breton : Pol, Paol
- Catalan : Pau
- Flamand, champenois, poitevin : Pol
- Biélorusse : Pawel (Павeл), Pauluk (Паўлюк), Paulus (Паўлюсь)
- Chinois : 保罗 Pīnyīn : Bǎoluó (se lit [pau̯lu̯o])
- Danois : Poul
- Espagnol : Pablo
- Espéranto : Paŭlo
- Finnois : Paavo
- Gaélique : Pól
- Grec : Παύλος (Pávlos)
- Hongrois : Pál
- Irlandais : Pól, Polét
- Italien : Paolo
- Japonais : ポール (Pōru, [poːɾɯ])
- Kabyle : Polus, Pol
- Néerlandais : Pol, Paulus
- Letton : Pāvils
- Lituanien : Paulius, Povilas
- Occitan : Pau
- Poitevin-saintongeais : Polé, Polet, Polét, Polu, Pou[2]
- Polonais : Paweł
- Portugais : Paulo
- Roumain : Paul, Pavel
- Russe : Павел (Pavel)
- Serbe : Павл (Pavl)
- Slovaque : Pavol
- Suédois : Paul
- Tchèque : Pavel

Formes composées :
- Paul-Adrien, Paul-Alexandre, Paul-Alexis, Paul-André, Paul-Antoine, Paul-Arnaud, Paul-Arthur, Paul-Édouard, Paul-Élie, Paul-Émile, Paul-Emmanuel, Paul-Éric, Paul-Étienne, Paul-François, Paul-Henri, Paul-Henry, Paul-Jean, Paul-Louis, Paul-Loup, Paul-Marie, Paul-Mickael, Paulo-Jorge, Paul-Olivier, Paul-Victor, Paul-Kadher, etc.
- Henri-Paul, Jean-Paul, Pierre-Paul, Léo-Paul, etc.

## Personnalités portant ce prénom
- Pour les articles sur les personnes portant ce prénom, consulter la liste générée automatiquement.

### Papes
- Paul Ier
- Paul II
- Paul III
- Paul IV
- Paul V
- Paul VI
- Jean-Paul Ier
- Jean-Paul II

### Ecclésiastiques
- Paul II de Constantinople
- Paul d'Antioche, auteur de CPG 7203-7214
- Paul d'Émèse, auteur de CPG 6365-6370
- Paul d'Aphrodisias, évêque, auteur de CPG 7234
- Paul d'Helladikos, auteur de CPG 7530-7531
- Paul le Persan, auteur de CPG 7010-7015
- Paul Silentiaire, auteur de CPG 7513-7516
- Paul, archevêque de Rouen au IXe siècle
- Paul (1914-2009), un primat de l'Église orthodoxe serbe,
- Paul Lahargou, religieux, écrivain et professeur français.

### Souverains
- Paul Ier de Grèce
- Paul Ier de Russie
- Paul de Yougoslavie

### Autres personnages historiques
- Paul, juriste romain du IIIe siècle ;
- Paul, comte romain, défenseur de la Gaule romaine au Ve siècle ;
- Paul (-593), un personnage byzantin,
- Paul le Perse, philosophe aristotélicien dont il reste un traité adressé à Khosro Ier (VIe siècle) ;
- Paul d'Égine, médecin grec VIIe siècle ;
- Paul, duc wisigoth proclamé roi de Septimanie en 673 ;
- Paul, un personnage byzantin du VIIIe siècle qui occupe notamment le poste de stratège du thème de Sicile,
- Paul Ignatovitch, compositeur russe du XIXe siècle;

### Personnages de fictions
- Paul, personnage du roman Paul et Virginie
- Paul Atréides, personnage du cycle de Dune de Franck Herbert
- Paul, héros de la série de bande dessinée de Michel Rabagliati

### Prénom féminin
- Paul Bogatirenko (1907-1979), actrice dramatique soviétique.

### Poètes
- Paul Verlaine (1844-1896), "poète maudit" du XIXe siècle : Poèmes saturniens (1866), Fêtes galantes (1869), etc.
- Paul Claudel (1868-1955), dramaturge, poète, essayiste et diplomate.
- Paul Valéry (1871-1945), écrivain, poète et philosophe français.
- Paul Fort (1872-1960), poète et dramaturge proche du symbolisme. Les Ballades Françaises (1896-1958), etc.
- Paul Géraldy (1885-1983), poète et dramaturge français.
- Paul Drouot (1886-1915), écrivain et poète français mort pour la France.
- Paul Morin (1889-1963), poète canadien.
- Paul Eluard (1895-1952), pilier du surréalisme en poésie, engagé au Parti communiste. Liberté (1942), etc.
- Paul Nougé (1895-1967), poète belge, instigateur et théoricien du surréalisme en Belgique.
- Paul Celan (1920-1970), poète de nationalité roumaine et de langue allemande, naturalisé français. Fugue de mort (1947), etc.
- Paul de Roux (1937-2016), écrivain, poète et traducteur français.
- Paul de Brancion (1951-), poète, romancier et producteur de radio français.

## Chansons
- La chanson de Paul, de Serge Reggiani.